# Джубаде
Джубаде (перс. جوباده) — село в Ірані, у дегестані Гамзеглу, у Центральному бахші, шагрестані Хомейн остану Марказі. За даними перепису 2006 року, його населення становило 30 осіб, що проживали у складі 11 сімей.

## Клімат
Середня річна температура становить 12,46 °C, середня максимальна – 31,00 °C, а середня мінімальна – -9,54 °C. Середня річна кількість опадів – 217 мм.
| Клімат поселення                              | Клімат поселення | Клімат поселення | Клімат поселення | Клімат поселення | Клімат поселення | Клімат поселення | Клімат поселення | Клімат поселення | Клімат поселення | Клімат поселення | Клімат поселення | Клімат поселення | Клімат поселення |
| Показник                                      | Січ.             | Лют.             | Бер.             | Квіт.            | Трав.            | Черв.            | Лип.             | Серп.            | Вер.             | Жовт.            | Лист.            | Груд.            |                  |
| Середній максимум, °C                         | 9,22             | 10,89            | 15,66            | 20,12            | 24,84            | 29,79            | 31,00            | 30,40            | 26,93            | 21,22            | 15,13            | 8,98             |                  |
| Середня температура, °C                       | −0,16            | 1,51             | 6,28             | 10,73            | 15,45            | 20,42            | 24,62            | 24,01            | 20,53            | 14,84            | 8,74             | 2,58             |                  |
| Середній мінімум, °C                          | −9,54            | −7,86            | −3,1             | 1,36             | 6,07             | 11,02            | 18,23            | 17,62            | 14,13            | 8,45             | 2,35             | −3,8             |                  |
| Норма опадів, мм                              | 35               | 33               | 40               | 27               | 19               | 2                | 2                | 1                | 0                | 8                | 21               | 29               |                  |
| Середньомісячна швидкість вітру, м/с          | 1.50             | 1.93             | 2.81             | 2.76             | 2.60             | 2.40             | 2.46             | 2.20             | 2.13             | 2.13             | 1.89             | 1.26             |                  |
| Середньомісячна сонячна радіація, кДж/м²·день | 9597             | 13001            | 15389            | 18728            | 22645            | 26814            | 25898            | 24382            | 21414            | 15997            | 11333            | 9375             |                  |
| --------------------------------------------- | ---------------- | ---------------- | ---------------- | ---------------- | ---------------- | ---------------- | ---------------- | ---------------- | ---------------- | ---------------- | ---------------- | ---------------- | ---------------- |
| Джерело:                                      |                  |                  |                  |                  |                  |                  |                  |                  |                  |                  |                  |                  |                  |